# Ordre original
L'ordre original és un concepte de la teoria arxivística segons el qual un grup de registres s'ha de mantenir en el mateix ordre en què van ser col·locats pel creador del registre. Juntament amb el principi de procedència, l'ordre original és un principi bàsic del concepte arxivístic de respecte pels fons. Un objectiu principal de mantenir els registres en el seu ordre original és preservar informació contextual addicional sobre el creador dels documents i l'entorn de la seva creació. L'ordre original també anima l'arxiver a mantenir-se neutral en lloc d'aplicar qualsevol interpretació als documents.

## Principi
La Society of American Archivists Glossary of Archival and Records Terminology anomena l'ordre original com a "principi fonamental dels arxius" i planteja dos propòsits principals: preservar les "relacions i la importància probatòria" dels documents i facilitar l'ús dels documents mantenint "els mecanismes del creador de documents per accés". La definició SAA qualifica que l'ordre original no és necessàriament l'ordre dels registres en el moment del lliurament a un arxiu; si l'arxiu rep alguna cosa clarament fora de seqüència, s'espera que l'arxiu retorni un element a la seva ubicació original. Si els registres es reben sense cap sistema d'organització perceptible, és possible que l'arxiver hagi de crear l'ordre original.
L'ordre en què es van crear els registres pot proporcionar informació important sobre la intenció del creador dels registres. L'ordre original ajuda a mantenir intacte el context dels registres, i alguns registres depenen del seu context original per explicar tota la seva història. Els investigadors poden utilitzar aquest context per entendre millor la relació dels documents entre ells, el seu creador o la manera en què es van mantenir, utilitzar o transmetre abans de ser rebuts pels arxius.
Un altre avantatge de mantenir l'ordre original és que redueix la quantitat de temps que els arxivers han de dedicar a processar i organitzar nous registres a mesura que es reben en una col·lecció. En lloc de crear un nou sistema organitzatiu, desenvolupar noves metadades o escriure noves descripcions, els arxivers poden utilitzar sistemes i descripcions ja desenvolupats pel creador, tal com es descriu a l'article fonamental "Més producte, menys procés⁣".
L'ordre original està estretament relacionat, però no és el mateix, amb la procedència, que fa referència a l'origen de la creació o la propietat d'un registre. A més de mantenir-se en el seu ordre original, les millors pràctiques dicten que els registres s'han d'agrupar segons la seva procedència; Els registres creats per diferents individus o organitzacions no s'han de barrejar, fins i tot si tracten el mateix tema.

## Història
Sovint s'acredita a Max Lehmann com el primer arxiver que va escriure sobre el principi de l'ordre original, quan va desenvolupar les directrius per als Arxius Estatals Privats de Prússia el 1881. L'ordre original, o el Registraturprinzip, va representar la manera més senzilla per als arxivers prussians de mantenir els complicats sistemes de registre dels Arxius Estatals. Abans d'això, molts arxius havien organitzat els seus registres segons el format, el contingut o la cronologia. Molts van dur a terme registres cronològics, essencialment una llista seqüencial de registres que anaven creixent a mesura que s'afegien a l'arxiu. Això sovint dificultava que els arxivers processessin i descriguessin documents, especialment en col·leccions grans o quan s'enfrontaven a organitzar documents sense data.
La primera articulació remarcable de la pràctica de l'ordre original es va presentar al Manual per a l'ordenació i descripció dels arxius (també conegut com a The Dutch Manual) l'any 1898, on, en el capítol sobre la disposició dels documents d'arxiu, el punt #16 diu: "El sistema d'ordenació s'ha de basar en l'organització original del fons arxivístic, que correspon principalment a l'organització de l'òrgan administratiu que l'ha produït".
Aquests principis no s'havien d'aplicar als documents personals, ja que el Manual holandès no considerava que la col·lecció de documents personals d'un individu constituís un arxiu. En el primer manual en anglès per a l'administració d'arxius, publicat el 1937, Sir Hillary Jenkinson argumentava que només "els documents que formaven part d'una transacció oficial i es conservaven per a referència oficial" es qualificaven d'arxius. No obstant això, molts arxivers contemporanis, encara que no tots, han canviat el seu pensament i veuen els documents personals com a arxius que mereixen el mateix tractament que els registres governamentals o organitzatius.

## Crítiques
Molts arxivers han fet crítiques al principi de l'ordre original. TR Schellenberg va argumentar que el principi va sorgir de països amb un sistema de registre de custòdia d'arxius, en què els registradors jugaven un paper important com a intermediari entre l'agència o institució que creava els documents i l'arxiu que els va adquirir i conservar. La imposició d'ordres per part d'aquests registradors va assegurar que els registres estaven organitzats de manera lògica i coherent abans del seu lliurament a l'arxiu. A la dècada de 1960, aquesta funció de registre ja no existia i els registres eren sovint lliurats a un arxiu sense cap sistema d'organització coherent o comprensible. Schellenberg va argumentar que "Normalment [l'arxiver] hauria d'intentar entendre el sistema d'ordenació que es va imposar als registres originalment en lloc d'imposar una de les seves preferències. Però no s'hauria de preocupar de reordenar les sèries en relació entre si o els elements de registre únics dins d'elles si així ho pot fer més intel·ligible i més útil". De la mateixa manera, Frank Boles va assenyalar que adherir-se a l'ordre original significa prioritzar l'ordenació dels registres dels creadors sobre un sistema que s'adapti millor als futurs usuaris i investigadors, i això pot limitar de vegades la capacitat dels investigadors d'accedir als registres.
Altres crítics han assenyalat que fins i tot la restauració d'un presumpte ordre original pot arriscar-se a esborrar proves de la gestió d'un grup de registres després de la seva creació i organització originals. La naturalesa mal·leable de les grans organitzacions, en què els grups de registres poden passar per diversos custodis abans de la seva transferència a un arxiu, pot dificultar la identificació d'una ordre original. Tom Nesmith va argumentar a més que l'ordre original no és necessàriament permanent durant la vida del disc; a mesura que els registres es mouen d'un custodi a un altre, abans d'arribar a un arxiu, és probable que l'ordre es reorganitzi de manera que l'arxiu ja no rebi els registres en l'ordre en què es van crear. L'ús continuat d'una col·lecció d'arxiu i el processament o reordenació en curs també poden afectar les idees sobre què constitueix l'ordre "original" i quina informació contextual es prioritza per a la conservació.
Alguns arxivers creuen que l'ordre original pot ser menys aplicable als documents personals perquè és més probable que el creador d'aquests registres no els hagi creat o emmagatzemat d'una manera significativa. Jennifer Meehan, per exemple, argumenta que "els arxivistes han de concebre l'ordre original d'una manera diferent per entendre i contextualitzar adequadament els registres personals: en lloc de pensar-hi com un objectiu a assolir, podria servir millor per als propòsits arxivístics si el pensem com un mitjà per realitzar l'ordenació i la descripció". Altres argumenten que mantenir els registres personals en el seu ordre original proporciona informació contextual important sobre la personalitat o l'estat mental del creador.

## Ordre original en arxius digitals
A l'edat moderna, l'abundància de registres digitalitzats ha creat alguns nous reptes per comprendre i mantenir l'ordre original.
La inscripció, la forma en què s'escriuen els fitxers digitals en una unitat o disc, normalment emmagatzema bits de dades en ordre no seqüencial, en funció de l'espai disponible. Els bits s'han de reunir i agregar en un fitxer que tingui significat per a l'usuari. A més, cada vegada que s'accedeix a un fitxer electrònic, es modifica. Aquesta nova informació, com ara la data del "últim desat" o els fitxers temporals creats per la funció de desat automàtic d'un programari, també s'emmagatzema en llocs nous del disc. És més probable que els registres digitals tinguin diverses versions al llarg de la seva vida que els registres físics, fins i tot més del que pot ser conscient el creador, cosa que pot dificultar la identificació de l'ordre original.
A partir d'estudis de casos de registres digitalitzats i nascuts, Jane Zhang va descriure diverses troballes clau sobre la noció d'ordre original als arxius digitals. Aquestes troballes inclouen el fet que els registres electrònics poden tenir múltiples variacions de l'ordre original perquè no tenen un sistema fix d'organització; es poden reorganitzar en funció de qualsevol nombre de metadades amb el clic d'un botó. A més, les metadades aplicades als registres electrònics pel creador faciliten molt el processament automàtic i es poden aplicar a nivells inferiors d'organització jeràrquica dels registres electrònics, la qual cosa permet trobar elements individuals independentment de si es mantenen o no en l'ordre original de creació.
Com que el concepte d'ordre original als arxius digitals és tan complex, alguns arxivers han proposat desenvolupar noves directrius que s'apliquen als documents electrònics tot respectant els principis inherents al respecte de fons. Jinfang Niu ha argumentat que "l'ordenació dels registres digitals es tracta molt menys de mantenir l'ordre físic dels mitjans d'emmagatzematge, i més aviat de mantenir les relacions conceptuals entre els registres electrònics perquè l'ordre físic dels registres digitals sovint s'ha d'alterar per a l'emmagatzematge i finalitats de conservació".